# أندرو ميلر (عسكري أمريكي)
أندرو ميلر (بالإنجليزية: Andrew Miller)‏ هو عسكري أمريكي، (ولد في ألمانيا 1836  م).